# José Bordalás
José „Pepe“ Bordalás Jiménez (* 5. März 1964 in Alicante) ist ein ehemaliger spanischer Fußballspieler und heutiger -trainer. Er ist seit 2023 Cheftrainer des FC Getafe, den er bereits von 2016 bis 2021 trainiert hatte.

## Spielerkarriere
Als Spieler war Bordalás auf der Position des Stürmers aktiv. Er entstammte der Jugendabteilung von Hércules Alicante. Für seinen Heimatverein bestritt er jedoch kein einziges Pflichtspiel und wurde jahrelang an kleinere Vereine in der Umgebung Alicantes ausgeliehen. Mit 23 Jahren verließ er im Jahr 1987 schließlich die Herculanos und wechselte permanent zum CD Dénia, wo es ihn eine Spielzeit lange hielt. In den folgenden Jahren spielte er jeweils eine Saison für andere Vereine und beendete im Jahr 1992 mit 28 Jahren seine Karriere, um eine Arbeit als Trainer aufnehmen zu können.

## Trainerkarriere

### Anfänge
Bordalás erste Position war der Cheftrainerposten bei der B-Mannschaft vom FC Alicante, welchen er im Sommer 1993 antrat. Zur folgenden Saison 1994/95 wurde er zum Trainer der ersten Mannschaft ernannt. Die folgenden drei Spielzeiten trainierte er jeweils den FC Benidorm, den CD Eldense und Espanja Mutxavista, bevor er im Jahr 1998 zum FC Alicante zurückkehrte. Dort war er rund vier Jahre tätig und führte die Mannschaft in dieser Zeit von der fünfthöchsten Spielklasse in die drittklassige Segunda División B zurück. Zum Saisonende 2001/02 verließ er den FC Alicante.
Im Januar 2003 unterschrieb Bordalás einen Vertrag beim Drittligisten FC Novelda und schaffte mit dem Verein den Klassenerhalt. Nach einer einjährigen Pause übernahm er zur Saison 2004/05 wieder das Traineramt beim FC Alicante. Er gewann mit dem Verein die Meisterschaft der Gruppe 3, der Aufstieg in die Zweitklassigkeit durch die Play-offs gelang aber nicht. Die Saison 2005/06 begann er ebenfalls beim FC Alicante, bis er im Februar 2006 zum Stadtrivalen Hércules Alicante wechselte. Beim Aufsteiger in die zweithöchste Spielklasse der Vorsaison, trat er die Nachfolge des zuvor entlassenen Juan Carlos Mandiá an und sollte den Klassenerhalt der Herculanos erreichen. Den sofortigen Wiederabstieg konnte er erfolgreich abwenden. In der folgenden Saison 2006/07 wurde er jedoch nach sieben Ligaspielen entlassen.
Erst im Oktober 2007 kehrte Pepe Bordalás auf die Trainerbank zurück und nahm die vakante Stelle beim Drittligisten CD Alcoyano an. In der ersten Saison 2007/08 platzierte er sich mit dem Verein im Mittelfeld und in der folgenden Spielzeit 2008/09 gewann er mit Alcoyano die Meisterschaft. In den Aufstiegs-play-offs scheiterte mann jedoch am FC Cartagena.

### FC Elche
Anfang Oktober 2009 löste Bordalás seinen Vertrag bei Alcoyano auf und unterzeichnete beim Zweitligisten FC Elche. In seiner ersten Saison 2009/10 erreichte er mit Elche den sechsten Tabellenrang. In der nächsten Spielzeit 2010/11 gelang ihm mit der Mannschaft der vierte Tabellenplatz, womit man sich für die Aufstiegs-play-offs qualifizierte. Dort scheiterte man im Finale gegen den FC Granada. Am 24. Juni 2011 wurde sein Vertrag um zwei Jahre verlängert. Nachdem der geforderte Aufstieg in dieser Saison 2011/12 schon vor dem Saisonende nicht mehr in Reichweite war, wurde er Anfang April 2012 von seinen Aufgaben entbunden.

### AD Alcorcón
Im Juni 2012 unterzeichnete er einen Vertrag bei der AD Alcorcón. Nach über 20 Jahren bei Vereinen in der Valencianischen Gemeinschaft war dies seine erste Position in einer Mannschaft außerhalb dieses Raumes. Mit dem Verein aus dem Vorort Madrids qualifizierte er sich mit dem vierten Tabellenrang für die Aufstiegs-play-offs, wo man am FC Girona scheiterte. Nach dieser Niederlage verließ er den Verein zum Saisonende 2012/13. Bereits im Februar 2014 kehrte er wieder zu den Alfareros zurück, um den Abstieg der Mannschaft verhindern zu können. Pepe Bordalás führte das Team schließlich auf die Siegerstraße zurück und der Klassenerhalt war bereits drei Runden vor dem Ende der Spielzeit 2013/14 garantiert. Schließlich schloss man die Saison auf dem neunten Tabellenplatz ab und verpasste die Aufstiegs-play-offs nur um zwei Punkte. Das starke Saisonende der Mannschaft wurde von der Presse später als Wunder bezeichnet und Bordalás gefeiert. In der nächsten Saison 2014/15 klassierte sich Alcorcón auf dem elften Rang und Bordalás gab Ende Mai 2015 bekannt, den Verein zum Ende derer verlassen zu werden.

### Deportivo Alavés
Am 11. Juni 2015 wurde er als neuer Cheftrainer des Zweitligisten Deportivo Alavés präsentiert. Erstmals seit dem FC Alicante Anfang der 2000er Jahre gelang ihm mit einer Mannschaft der Aufstieg. Die Basken führte er in dieser Saison 2015/16 zum Meistertitel und somit zum Aufstieg in die Primera División. Dennoch entband der Verein im schließlich Mitte Juni 2016 von seinen Aufgaben als Cheftrainer.

### FC Getafe
Am 27. September 2016 übernahm er die Position des Cheftrainers beim Erstligaabsteiger FC Getafe als Nachfolger des zuvor entlassenen Argentiniers Juan Esnáider. Der Vertragslaufzeit war ursprünglich bis Saisonende anberaumt. Auf dem Abstiegsplatz übernommen, führte er die Azulones in dieser Saison 2016/17 auf den dritten Tabellenplatz, welcher sie zur Teilnahme an den Play-offs berechtigte. Nach Siegen über die SD Huesca und den CD Teneriffa war die Rückkehr Getafes in die Erstklassigkeit gelungen.
Bordalás ging diesmal mit dem FC Getafe in seine erste Spielzeit 2017/18, seine erste Saison in der höchsten spanischen Spielklasse. Mit dem Team gelang ihm in dieser Saison ein guter achter Tabellenplatz. In der folgenden Saison 2018/19 führte er Getafe durch eine hervorragende Saison. Dabei hielt man sich bis zum vorletzten Spieltag auf Champions-League-Kurs und wurde letztlich durch eine Niederlage gegen den FC Barcelona und ein Unentschieden gegen den FC Villarreal durch den FC Valencia noch vom vierten Rang verdrängt. Dennoch war der fünfte Rang das beste Abschneiden Getafes in der Primera División aller Zeiten. Am 19. Mai 2019 wurde er mit der Miguel-Muñoz-Trophäe als bester Trainer der Saison ausgezeichnet und zwei Wochen später verlängerte er sein Arbeitspapier beim FC Getafe bis 2022.

### FC Valencia
Nach einer sportlich wenig überzeugenden Saison 2020/21, die auf dem 15. Tabellenrang beendet wurde, bat Bordalás Ende Mai 2021 um die vorzeitige Auflösung seines Vertrages. Dies geschah im Hinblick auf ein angestrebtes Engagement als Cheftrainer des Ligakonkurrenten FC Valencia in seiner valencianischen Heimat. Der einstige Spitzenverein war in der abgelaufenen Spielzeit ebenfalls hinter den eigenen Erwartungen geblieben und Präsident Anil Murthy hatte Bordalás intern als optimalen Nachfolger für den scheidenden Javi Gracia ausgemacht. Obendrein war auch der FC Getafe selbst an einer Veränderung an der Managerposition interessiert. So kam es am 27. Mai 2021 zu einer nahezu zeitgleichen Präsentation der neuen Übungsleiter beider Mannschaften. Der FC Getafe gab die Wiedereinstellung von Míchel bekannt, der dort bereits von 2009 bis 2011 als Trainer aktiv war. Später am Tag wurde José Bordalás beim FC Valencia als neuer Cheftrainer vorgestellt, wo er mit einem Zweijahresvertrag mit Option auf eine dritte Spielzeit ausgestattet wurde. Im Juni 2022 wurde er entlassen.

## Erfolge als Trainer
Deportivo Alavés
- Segunda División: 2015/16

FC Getafe
- Aufstieg in die Primera División: 2016/17

Individuelle Auszeichnungen
- Miguel-Muñoz-Trophäe: 2018/19

## Persönliches
Sein Cousin Juan Ignacio Martínez ist ebenfalls Fußballtrainer.